# Lorents Lorck
 Der er flere personer med dette navn, se Lorentz Lorck.
Lorents Lorck (20. marts 1806 i København – 19. oktober 1868) var en dansk præst og politiker.
Han var søn af søofficeren Lorentz Lorck og hustru, blev tidligt forældreløs og voksede derfor sammen med sin broder op i huset hos etatsråd L.N. Hvidt. I 1824 blev han student fra Borgerdydskolen i København. 
Efter at have været lærer ved forskellige københavnske skoler, blandt andet sin gamle skole, var han fra 1833 præst til Jystrup og Valsølille sogne. 1836 kom han til Hvedstrup og Fløng sogne. 1842 udgav han skriftet Landsbyskolen og Landsbyungdommen.
I Roskilde blev han i 1848 valgt til egnens repræsentant i Den Grundlovgivende Rigsforsamling.
Han blev gift 2. august 1831 med Philipine Henriette født Smidth (4. december 1806 – 16. juni 1890).